# Classe Acacia
La classe Acacia fu una sottoclasse di 24 dragamine ordinati nel gennaio 1915 sotto all'Emergency War Programme dalla Royal Navy come parte della classe Flower; la classe è anche conosciuta come Cabbage class, "classe dei cavoli", o Herbaceous Borders, "confini erbacei". Fu ordinata in due momenti, 12 navi il 1º gennaio e altre 12 il 12 dello stesso mese, e tutte le unità furono varate entro quattro o cinque mesi e consegnate tra il maggio e il settembre 1915. Furono utilizzate quasi tutte come dragamine fino al 1917, quando passarono a compiti di scorta.
Erano navi dragamine ad elica singola con scafo triplo a prua come protezione da eventuali incidenti con le mine.

## Unità
| Nome        | Costruttore                                               | Varo           | Destino finale |
| ----------- | --------------------------------------------------------- | -------------- | --- |
| Acacia      | Swan Hunter & Wigham Richardson, Wallsend                 | 15 aprile 1915 | Venduta per essere demolita il 6 settembre 1922 |
| Anemone     | Swan Hunter                                               | 13 maggio 1915 | Venduta per essere demolita il 6 settembre 1922 |
| Aster       | Earle's Shipbuilding & Engineering Co, Kingston upon Hull | 1 maggio 1915  | Affondata il 4 luglio 1917 per una mina nel Mediterraneo |
| Bluebell    | Scotts Shipbuilding and Engineering Company, Greenock     | 24 luglio 1915 | Venduta per essere demolita il 26 maggio 1930 |
| Daffodil    | Scotts                                                    | 17 agosto 1915 | Venduta per essere demolita il 22 febbraio 1935 |
| Dahlia      | Barclay Curle & Company, Whiteinch                        | 21 aprile 1915 | Venduta per essere demolita il 2 luglio 1932 |
| Daphne      | Barclay Curle                                             | 19 maggio 1915 | Venduta per essere demolita il 15 gennaio 1923 |
| Foxglove    | Barclay Curle                                             | 30 marzo 1915  | Venduta per essere demolita il 7 settembre 1946 |
| Hollyhock   | Barclay Curle                                             | 1 maggio 1915  | Venduta per essere demolita il 7 ottobre 1930 |
| Honeysuckle | Lobnitz & Company, Renfrew                                | 29 aprile 1915 | Venduta per essere demolita il 6 settembre 1922 |
| Iris        | Lobnitz                                                   | 2 giugno 1915  | Venduta il 26 gennaio 1920 per diventare il mercantile Principe d'Asturias |
| Jonquil     | Charles Connell and Company, Scotstoun                    | 12 maggio 1915 | Venduta nel maggio 1920 al Portogallo per diventare la Carvalho Araújo, incrociatore della marina portoghese radiato nel 1959                                                                    |
| Laburnum    | C. Connell & Co.                                          | 10 giugno 1915 | Ormeggiata come nave d'addestramento per la RNVR a Singapore nel 1935, fu persa nel febbraio 1942 durante la caduta di Singapore                                                                 |
| Larkspur    | Napier & Miller, Old Kilpatrick                           | 11 maggio 1915 | Venduta per essere demolita nel marzo 1922 |
| Lavender    | Archibald McMillan & Son, Dumbarton                       | 12 giugno 1915 | Affondata dal sommergibile tedesco UC-75 nella Manica il 4 maggio 1917. |
| Lilac       | Greenock & Grangemouth Dockyard Company, Greenock         | 2 aprile 1915  | Venduta per essere demolita il 15 dicembre 1922 |
| Lily        | Barclay Curle                                             | 16 giugno 1915 | Nell'ottobre 1923 divenne una nave deposito con il nome Vulcan II; fu ribattezzata Adamant II nel 1930. Venduta per essere demolita il 25 giugno 1930.                                           |
| Magnolia    | Scotts                                                    | 26 giugno 1915 | Venduta per essere demolita il 2 luglio 1932 |
| Mallow      | Barclay Curle                                             | 13 luglio 1915 | Trasferita alla Royal Australian Navy nel luglio 1919, smatellata nel luglio 1932, affondata come bersaglio al largo di Sydney il 1 agosto 1935.                                                 |
| Marigold    | Bow, McLachlan and Company, Paisley                       | 27 maggio 1915 | Venduta il 26 gennaio 1920, per diventare il mercantile Principe de Piamonte. |
| Mimosa      | Bow, MacLachlan & Co                                      | 16 luglio 1915 | Venduta per essere demolita il 18 novembre 1922 |
| Primrose    | William Simons & Company, Renfrew                         | 29 giugno 1915 | Venduta per essere demolita il 9 aprile 1923 |
| Sunflower   | D. & W. Henderson & Company, Glasgow                      | 28 maggio 1915 | Venduta il 27 gennaio 1921 alla compagnia portuale di Rangoon e ribattezzata Lanbya. Nel 1923 fu rivenduta alla Osaka Shosen (O.S.K) e rinominata Yashima Maru. Demolita probabilmente nel 1953. |
| Veronica    | Dunlop Bremner & Company, Port Glasgow                    | 27 maggio 1915 | Venduta per essere demolita il 22 febbraio 1935 |